# Hermann Müller-Hollenhorst
Hermann Ferdinand Müller-Hollenhorst (* 7. Januar 1841 in Apolda; † 24. Juli 1910 auf einem Dampfer zwischen Port Said und Alexandria) war Kaufmann und Mitglied des Deutschen Reichstags.

## Leben
Müller erbte das Material- und Kolonialwarengeschäft J. E. Burkhardt & Sohn in Apolda. Weiter war er Direktor der Gasbeleuchtungs-Gesellschaft in Apolda, Unternehmer für die Projektierung und Ausführung von Wasserleitungen, Vorsitzender des Bau-Ausschusses des Gemeinderats, Großherzoglich Sächsischer Bezirksbrandmeister, Abgeordneter zum Weimarischen Landtag von 1877 bis 1887 und dessen Vizepräsident. Von 1896 bis 1909 war er Präsident der Handelskammer in Weimar, Mitglied des Königlich Preußischen Eisenbahnrats für den Bezirk der Eisenbahndirektion Erfurt.
Von 1887 bis 1890 war er Mitglied des Deutschen Reichstags für den Reichstagswahlkreis Großherzogtum Sachsen-Weimar-Eisenach 1 (Weimar, Apolda) und die Nationalliberale Partei.
Er stiftete den Brückenbornbrunnen in Apolda.